# Hazmat Modine

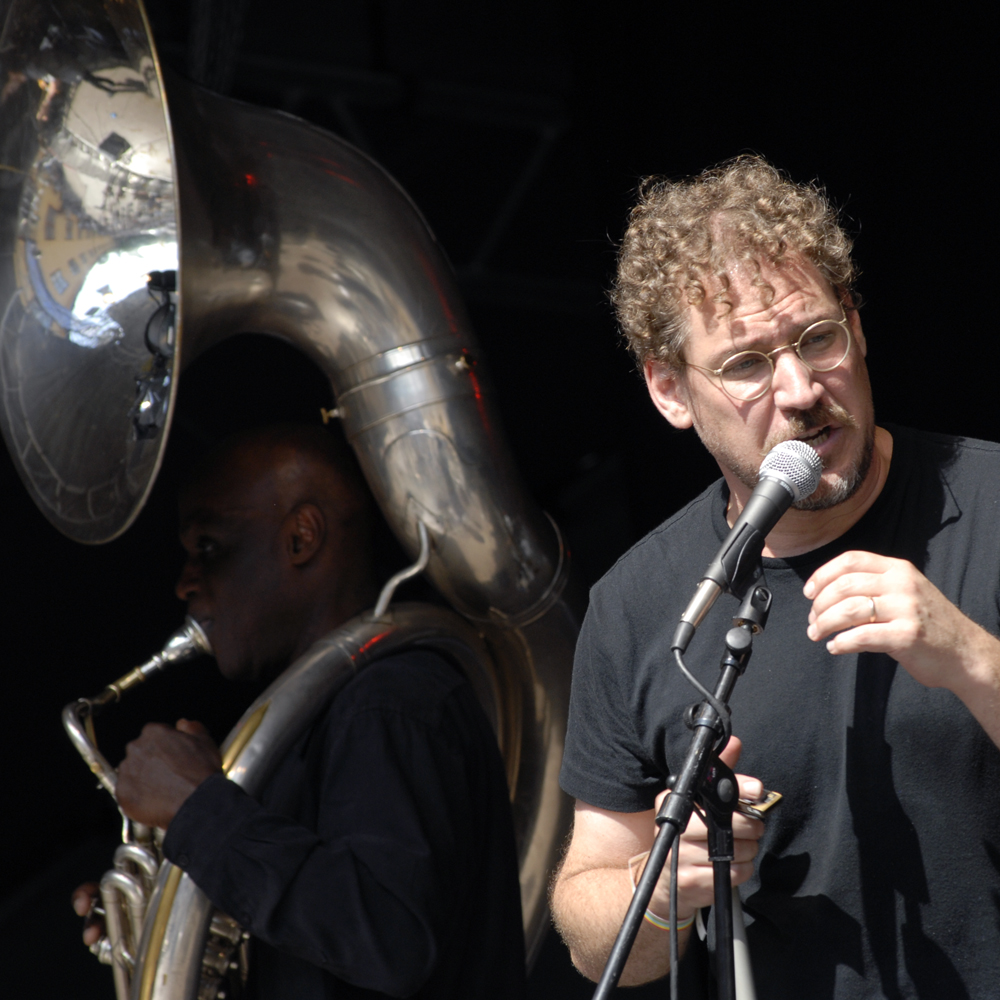
El cantante Wade Schuman de Hazmat Modine en un concierto en el Stockholm JazzFest09, con el músico de sousafón Joe Daly (izquierda)

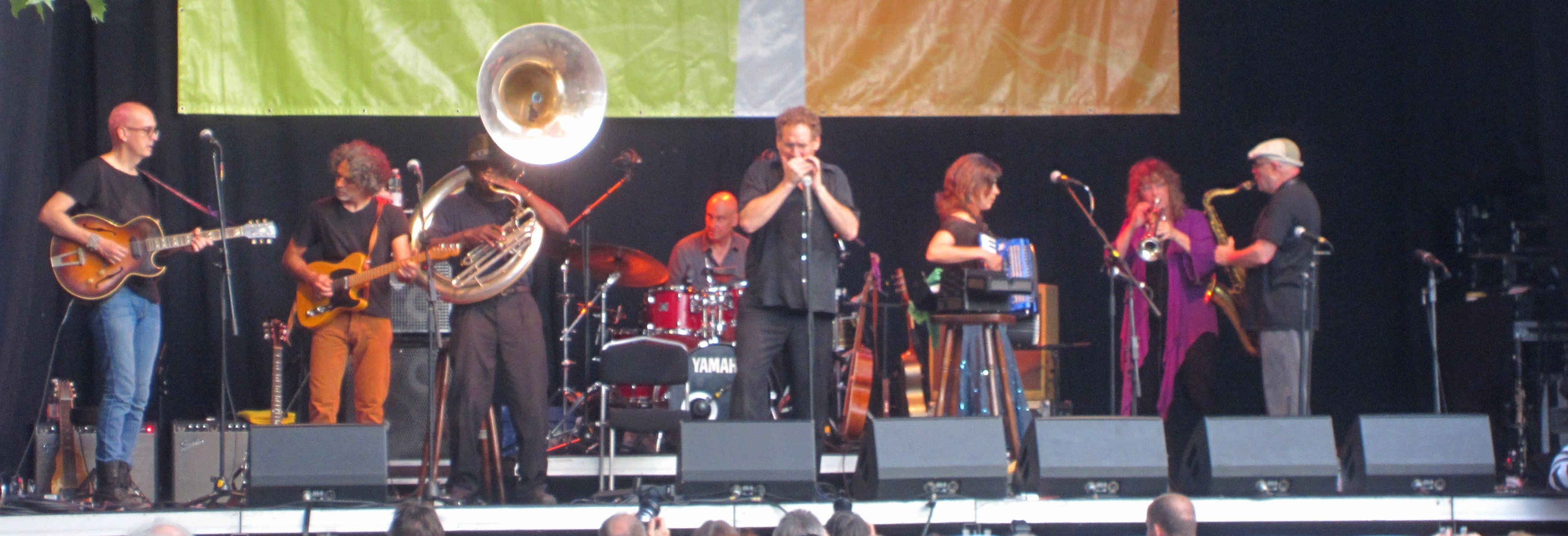
Hazmat Modine en un concierto en Stuttgart, 2013

Hazmat Modine es un grupo musical con sede en Nueva York y liderado por el cantante, compositor y multiinstrumentista Wade Schuman. Su música tiene sus raíces en el blues y también toca el folk, el jazz y la world music. La formación más reciente de la banda, circa 2015, incluye armónica, tuba, trompeta, saxofón, batería y dos guitarras, así como voces solistas y en armonía.
Hazmat es un acrónimo de "hazardous material (Material peligroso en español)" y "Modine", una marca de calentador.

## Historia
Fundada a fines de los 90 por el compositor Wade Schuman (voz y armónica, guitarra ocasional y otros instrumentos), la banda en sus años de formación también contó con pilares como Joe Daley (tuba, sousafón) y Randy Weinstein (armónica). El resto del personal variaba considerablemente, incluyendo no solo intérpretes de guitarra, batería y saxo, sino también rarezas exóticas como címbalos y marimbas bajas.
Su álbum debut se grabó en un período de cinco años y recibió críticas positivas. Hazmat Modine apareció en el programa de la Radio Pública Nacional "All Things Considered" el 25 de octubre de 2006,  Y en el programa "The Daily Planet" de la Australian Broadcasting Corporation el 29 de mayo de 2006.
Su segundo álbum de Hazmat Modine presentó un estilo de más estable formación, aunque Weinstein se separó de la banda.
En 2013, Wade Schuman reclutó a su amigo Erik Della Penna para unirse a la banda como guitarrista, co-vocalista y compositor. Schuman quería que la banda evolucionara hacia una que tuviera más armonías vocales; estaba cada vez más interesado en la larga tradición de composición estadounidense de artistas como Irving Berlin, Fats Waller, Doc Pomus, Hays y Porter. En 2014, lanzó un álbum en vivo y, en 2015, un álbum de estudio.

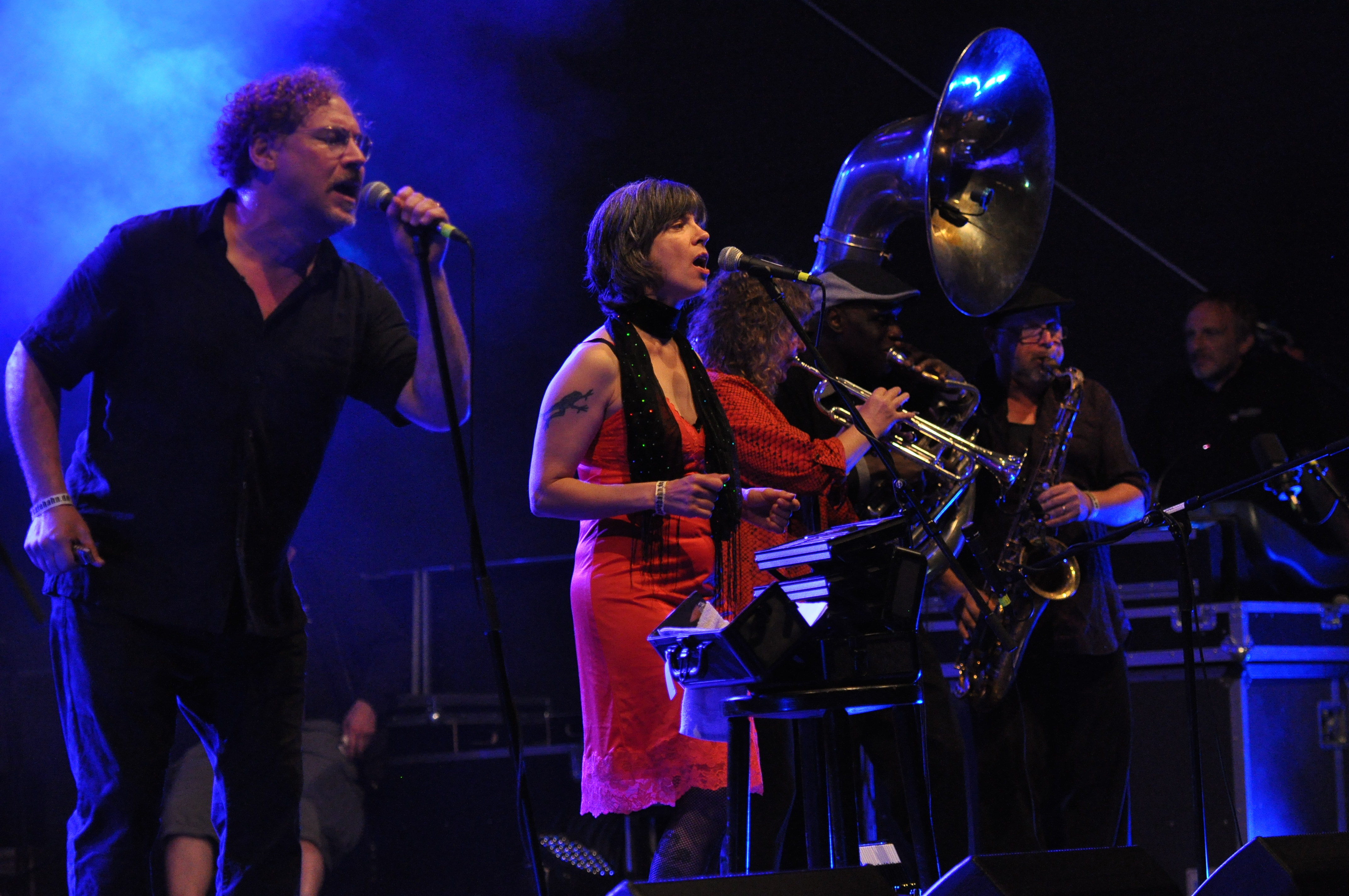
Hazmat Modine en una actuación en Koblenz, 2014

Hazmat Modine ha colaborado con Huun-Huur-Tu y Alash, ambas bandas de Kyzl Tuva en Asia Central, Natalie Merchant, Kronos Quartet, Gangbé Brass Band de Benin y Balla Kouyate de Mali.

## Recepción de la crítica
El primer álbum de la banda, titulado Bahamut y lanzado en los EE. UU. por el sello Barbès Records, alcanzó el puesto número 12 en la lista de "Top Blues Albums" de Billboard'.
En una reseña del álbum para Allmusic, Jeff Tamarkin le dio cuatro estrellas de un máximo de cinco y lo calificó como un "debut impresionante". Tamarkin elogió a la banda por fusionar con éxito estilos tan dispares como el blues, el jazz, el calipso y el ska en "música que suena a la vez eterna y primitiva, auténticamente indígena e inexplicablemente de otro mundo, familiar y diferente a todo lo demás". También elogió al grupo por hacer "música amigable para el oyente" que no "requiere un título en etnomusicología para disfrutarla".
El crítico de Pitchfork Media Joe Tangari le dio a la canción del álbum "Everybody Loves You", una colaboración con cantantes de xöömej Huun-Huur-Tu, una reseña de cuatro estrellas. Al caracterizarlo como "música de raíces generalizadas que toma de casi cualquier raíz que le parezca adecuada", lo elogió como "verdadera música del mundo, extraña y maravillosa hasta la última nota".

## Miembros
- Wade Schuman: Armónica diatónica y voz principal, guitarra, flauta de pan, composición de canciones
- Erik Della Penna: Guitarras, banjo, voz, composición de canciones
- Joseph Daley: Tuba, sousaphone
- Pamela Fleming: Trompeta, fliscorno
- Steve Elson: Saxofón tenor, duduk, clarinete contra alto, flauta
- Reut Regev: Trombón
- Patrick Simard: Batería
- Daisy Castro: Violín

## Miembros pasados o intermitentes
- Bill Barrett - armónica
- Scott Veenstra - batería
- Randy Weinstein - armónica
- Pete Smith - guitarra
- Richard Livingston Huntley - batería
- Henry Bogdan - guitarra lap steel
- Michaela Gomez - Guitarra, Lap steel
- Graham Hawthorne - Batería
- Rachelle Garniez - Voz, Acordeón
- Tim Keiper - Batería
- Kevin Garcia - Batería
- Bob Jay - Guitarra
- Thor Jenson - Guitarra
- Charlie Burnham - Violín
- Mazz Swift - Violín
- Scott Robinson - Cañas, trompetas

## Discografía
| Título                   | Fecha de lanzamiento | Sello discográfico                        |
| ------------------------ | -------------------- | ----------------------------------------- |
| Bahamut                  | Agosto de 2006       | Barbès Records (JARO en Europa)           |
| Cicada                   | Mayo de 2011         | Barbès Records (JARO en Europa)           |
| Hazmat Modine en directo | Mayo de 2014         | JARO en Europa                            |
| Extra-Deluxe-Supreme     | Mayo de 2015         | JARO en Europa y Barbès en EE. UU.        |
| Box of Breath            | Mayo de 2019 y 2020  | JARO Medien GmbH y Geckophonic en EE. UU. |
| Bonfire                  | 2023                 | JARO Medien GmbH y Geckophonic en EE. UU. |